# Franz Hartong
Franz Johannes Hermann Conrad Hartong (* 30. Januar 1882 in Oldenburg; † 14. November 1945 in Hude) war ein deutscher Verwaltungsjurist und Politiker der Deutschen Volkspartei (DVP).

## Leben
Hartong studierte Rechtswissenschaft an der Philipps-Universität Marburg und gehörte seit 1900 der Burschenschaft Alemannia Marburg an. Er war von 1908 bis 1918 als Verwaltungsjurist, zuletzt als Stadtsyndikus von Oldenburg tätig. Am 1. Oktober 1918 wechselte er als Direktor der Norddeutsche Wollkämmerei & Kammgarnspinnerei nach Delmenhorst.
Von 1920 bis 1932 gehörte er für die DVP dem Oldenburgischen Landtag an. Am 4. Mai 1932 zog er zurück nach Oldenburg und arbeitete dort als Rechtsanwalt und Notar. Nach der Machtergreifung der Nationalsozialisten trat er zum 1. Mai 1933 der NSDAP bei (Mitgliedsnummer 3.262.329), 1935 wurde er nebenberufliches Mitglied des Oberkirchenrates. 1945 ließ ihn die Militärregierung wieder als Notar zu, er starb aber im gleichen Jahr.